# Spiroctenus curvipes
Spiroctenus curvipes är en spindelart som beskrevs av Hewitt 1919. Spiroctenus curvipes ingår i släktet Spiroctenus och familjen Nemesiidae. Inga underarter finns listade i Catalogue of Life.